# Lori Martin
Lori Martin, eigentlich Dawn Catherine Menzer (* 18. April 1947, Glendale, Kalifornien; † 4. April 2010, Oakhurst, Kalifornien), war eine US-amerikanische Kinderdarstellerin und Schauspielerin.

## Leben
Lori Martin wurde am 18. April 1947 um 10.02 Uhr geboren; ihre Zwillingsschwester Doree kam vier Minuten später zur Welt. Da Lori Martin bei ihrer Geburt nur fünf Pfund wog und nur 18 inch (ca. 45 cm) groß war, verbrachte sie ihre ersten Wochen im Brutkasten, wobei ihr Überleben zweifelhaft erschien. Ihr Vater war Russell C. Menzer (1916–1999), der als Werbekünstler und Art Director für Metro-Goldwyn-Mayer und Warner Brothers arbeitete. Sie hatte einen jüngeren Bruder, Stephen Menzer, und eine ältere Schwester, Jean. 

## Karriere
Als sie sechs Jahre alt war, nahm ihre Mutter sie zu einem Agent mit, der auf Kinderdarsteller spezialisiert war, wobei sie dachte, dass die Schauspielerei für ihre Tochter eine willkommene Abwechslung sein könnte. 
Nachdem sie in mehreren Werbespots aufgetreten war, einschließlich eines Werbespots, wofür ihr Vater die Kulisse entworfen hatte, und eines Milky Way-Werbespots, gewann sie das Casting für Filmrollen in Revolver-Kelly (1958), The FBI Story (1959), und Cash McCall (1959). Sie trat auch in einigen Fernsehserien wie Medic, Wagon Train, Alfred Hitchcock Presents, Erwachsen müßte man sein , und in Whirlybirds auf. Auch in der NBC-Interviewsendung Here's Hollywood wurde sie befragt.

### Vilma und King
Ihre bekannteste Rolle war die der Vilma in der 54-teiligen Kinderserie Vilma und King (National Velvet), mit der sie in den 1960er Jahren in den Vereinigten Staaten und auch in der Bundesrepublik Deutschland sehr bekannt wurde, wo ab 3. April 1961 30 Folgen der Fernsehserie in der ARD ausgestrahlt wurde. Es gab auch eine spanischsprachige Version der Fernsehserie, die Fuego de Juventud hieß. Lori Martin hatte im Alter von 12 Jahren als 975. Teilnehmerin am Casting für die Hauptrolle der Vilma (in der Originalfassung: Velvet Brown) der Adaption des Kinofilmvorlage Kleines Mädchen, großes Herz (National Velvet) als NBC-Fernsehserie vorgesprochen. Das Pferd hieß Blaze King und hatte einen Double namens Chief.
Nachdem Lori Martin den dritten Finaldurchgang erreicht hatte, musste sie noch zehn weitere Termine über sich ergehen lassen, ehe sie die Rolle erhielt. In dieser Rolle wurde sie erstmals mit dem Künstlernamen Lori Martin anstelle ihres Geburtsnamen Dawn Menzer im Abspann genannt.

### Ein Köder für die Bestie
Im Jahr 1962 spielte Martin die Rolle der Nancy, der Tochter des Anwaltes Sam Bowden, und teilte später mit, dass sie hier ihre beste Leistung erbracht hatte, aber danach wochenlang Alpträume gehabt habe, nachdem sie eine Szene gespielt hatte, in der sie vom früheren Häftling Max Cady verfolgt wurde. Der Regisseur des Filmes, J. Lee Thompson wollte ursprünglich Hayley Mills für die Rolle der Nancy, war allerdings mit ihrer Leistung nicht zufrieden, da sie für ihn nicht „kindlich“ (“childlike”) genug spielte, sondern sich den BH mit Tissue-Papier ausstopfte, um erwachsener zu wirken.

### Gesangskarriere
Lori Martin nahm eine Single bei Bob Keanes Del-Fi Records auf. Es wurde im Jahr 1963 bei Radio Recorders in Hollywood aufgenommen und hieß "The House of the Boy I Love", auf der Rückseite befand sich "Mine 'Til Monday" (Del Fi 4201). Die Komposition wurde irrtümlich dem erfolgreichen Team von Barry Mann and Cynthia Weil zugeschrieben, tatsächlich wurde die Single von Barry Mann nur produziert und vom weniger bekannten Songschreiber Sylvester Bradford komponiert und getextet.

### Spätere Rollen
Nach ihrer Filmrolle in Ein Köder für die Bestie (Cape Fear) trat Martin in Fernsehserien wie Sam Benedict (1963), Slattery's People (1964), Breaking Point, 1964, Unser trautes Heim (Please Don't Eat The Daisies, 1967), Meine drei Söhne (My Three Sons, 1966 & 1970) und Lieber Onkel Bill  (Family Affair, 1969) auf. Später hatte sie noch zwei Filmrollen in Ein Mann wird gejagt (The Chase, 1966) und The Angry Breed (1968).

## Leben nach der Filmkarriere
Lori Martin heiratete Charles Breitenbucher und zog sich daraufhin freiwillig aus dem Schauspielgeschäft zurück. Sie hatte mit ihm den Sohn Brett und lebte zuerst in Westlake Village und später in Oakhurst in Kalifornien.

## Tod
Lori Martin starb einige Wochen vor ihrem 63. Geburtstag am 4. April 2010 in Oakhurst, Kalifornien, durch Suizid. Malcolm James, ein Freund von Martins Sohn Brett, erklärte, dass Martin seit dem Tod ihres Ehemannes im Jahr 1999 in schlechter gesundheitlicher Verfassung war und unter einer Bipolaren Störung litt. Die Trauerfeier fand am 30. April 2010 in der Sierra Vista Presbyterian Church in Oakhurst statt.

## Filmografie (Auswahl)
- 1958: Revolver-Kelly (Machine-Gun Kelly)
- 1959: Geheimagent des FBI (The FBI Story)
- 1960–1962: Vilma und King (National Velvet, Fernsehserie, 54 Episoden)
- 1962: Ein Köder für die Bestie (Cape Fear)
- 1963: Erwachsen müßte man sein (Leave It To Beaver, Fernsehserie, Episode 6x37)
- 1966: Ein Mann wird gejagt (The Chase)
- 1966/1970: Meine drei Söhne (My Three Sons, Fernsehserie, 2 Episoden)
- 1969: Lieber Onkel Bill (Family Affair, Fernsehserie, Episode 3x15)